# Ludovic Capelle
Ludovic Capelle, nascido a 27 de fevereiro de 1976 em Namur, é um ex-ciclista belga. Estreia como profissional em 1998 e pôs fim a sua carreira desportiva em 2009 no seio da equipa continental Team Differdange-Losch, após 11 temporadas como profissional e com 33 anos de idade.
Como amador cabe destacar sua vitória no Tour de Flandres sub-23 ao o conseguir em duas ocasiões consecutivas (1996 e 1997). Entre seus resultados mais destacados como profissional encontra-se o Campeonato da Bélgica de em estrada conseguido em 2001.

## Palmarés
| 1995 - 1 etapa do Tour de Namur 1997 - 1 etapa da Volta a Lieja 1998 - 1 etapa do Tour de Valonia 1999 - 1 etapa do Tour da Somme - 1 etapa do Tour de Valonia 2000 - Tour da Haute-Sambre | 2001 - Campeonato da Bélgica em Estrada 2002 - 1 etapa do Circuit de la Sarthe - 2º no Campeonato da Bélgica em Estrada 2003 - Scheldeprijs Vlaanderen 2004 - Através de Flandes - 1 etapa do Tour de Poitou-Charentes - Grande Prêmio de Isbergues |